# Kaskara
Das Kaskara ist ein Schwert, das hauptsächlich im Sudan und in angrenzenden Gebieten vorkommt. Die Ursprünge des Kaskaras reichen bis in das 8. Jahrhundert, in die Zeit der islamischen Expansion. Das Kaskara hat die Funktion als Waffe verloren. In dieser Region gehört es jedoch zur gelebten Tradition.

## Beschreibung

### Klinge
Das Kaskara hat eine gerade, zweischneidige Klinge. Bei manchen Kaskaras verjüngt sich die Klinge leicht zur Spitze hin, bei anderen verlaufen die Seiten parallel und formen erst am Ende eine Spitze. Die Klingen weisen verschiedene Arten von Hohlkehlen auf; es gibt Varianten mit einer breiten oder mehreren schmalen Hohlkehlen.
Die meisten erhaltenen Klingen stammen aus europäischer Produktion, wenige sind einheimischen Ursprungs. Neue Klingen des 20. Jahrhunderts wurden lokal geschmiedet, beispielsweise aus alten Blattfedern von Automobilen. Sie sind höherwertiger als die frühen einheimischen, die im Kampf brachen, aber sie erreichen nicht die Qualität der früher importierten Klingen.
Dekorative Symbole werden durch Punzierungen angebracht. Arabische Inschriften, wie Koranverse oder religiöse Treueschwüre, sind geätzt.

### Gefäß
Das Gefäß hat eine gerade Parierstange, was dem Schwert ein kreuzförmiges Aussehen verleiht. Die Stangen des Pariers weiten sich meistens zu den Seiten auf. Aus dem Parier ragen zwei Nasen, parallel zur Klinge in Richtung der Spitze. Sie fungieren als Klingenfänger.
Die traditionellen Parierelemente werden aus mehreren Teilen angefertigt und durch Feuerschweißen miteinander verbunden. Mitte des 20. Jahrhunderts änderte sich diese Methode. Seitdem wird das Parier aus einem Stück gearbeitet. Zu diesem Zweck wird ein rechteckiges Flacheisen an den Ecken ausgeschnitten, sodass Nasen entstehen. In der Mitte des Eisens erfolgt ein Einschnitt für die Klinge. Zwei Nasen werden zur Klinge hin gebogen, die beiden anderen bilden die Parierstangen. Im Gegensatz zu den traditionellen Formen können die Parierstangen nicht ausfächernd geformt werden, weil das Flacheisen zu wenig Material hat.
Ein charakteristisches Unterscheidungsmerkmal zu den europäischen Schwertern ist der Knauf in Form einer Scheibe.

### Scheide
Die Scheide ist eine Lederarbeit von hoher Qualität. Sie besteht aus rötlich gefärbtem Schafs- oder Ziegenleder. Zusätzlich können Verzierungen aus Reptilienleder (von Schlangen, Eidechsen oder Krokodilen) vorkommen. Charakteristisch für das Kaskara ist, dass sich die Scheide an der Spitze deutlich weitet. Die Scheiden sind an der Innenseite mit dünnem Holz ausgekleidet. Neue Anfertigungen verwenden Karton.

## Vorkommen und Nutzung

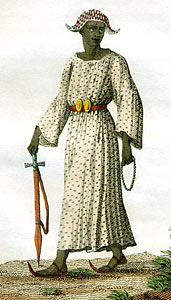
König des Sultanat von Sannar, um 1821

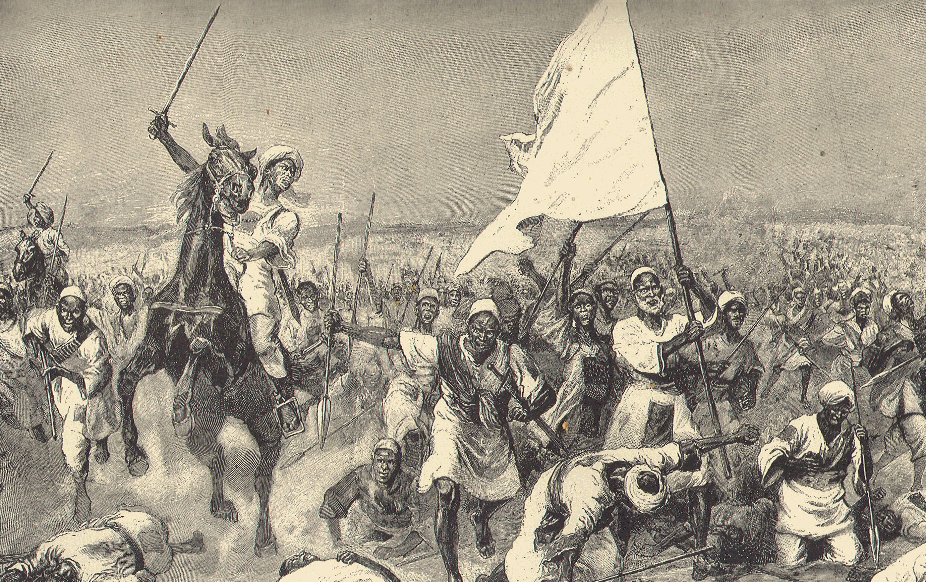
Angriff der Derwische mit Speeren und Kaskaras während des Mahdi-Aufstands

Emir Naaman, ein Führer der Baggara, mit einem Kaskara.

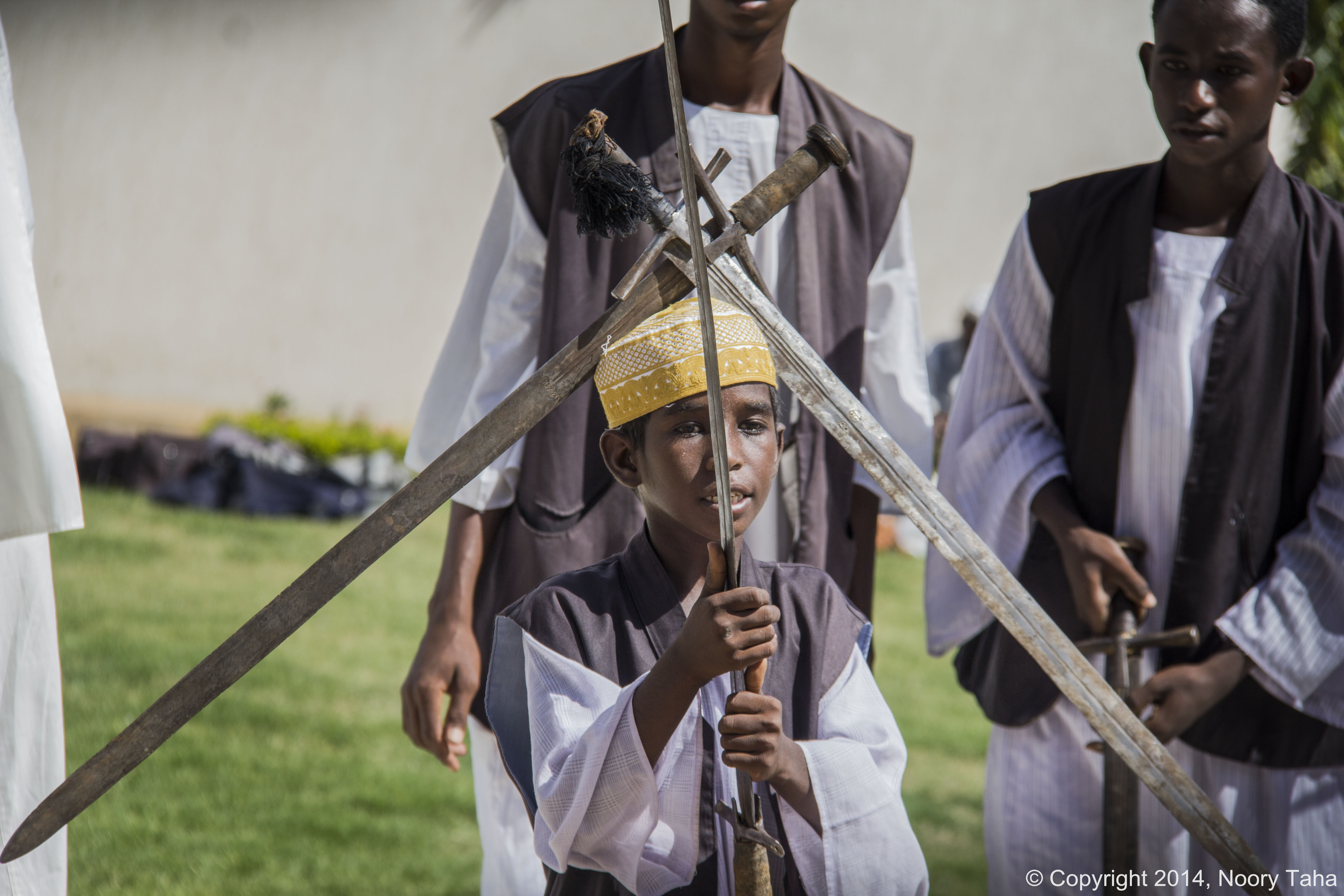
Ein Junge mit Kaskaras beim traditionellen Tanz

Das Kaskara ist in einem großen Gebiet verbreitet.  Es erstreckt sich von den eritreischen und sudanesischen Küsten des Roten Meers über den gesamten Sudan bis zum Tschad.
Obwohl Lanze und Speer bei der Kavallerie und Infanterie die Primärwaffen waren, verlieh das Kaskara ein höheres Prestige. Es war für einige Männer der wertvollste Besitz, den sie sowohl in Friedenszeiten als auch im Krieg bei sich trugen.
Das Kaskara wurde einhändig geführt und primär als Hiebwaffe eingesetzt. Es war effektiv, ein kräftiger Hieb konnte den Gegner tödlich verletzen.
Der an der Scheide befestigte Riemen wird über der Schulter getragen, damit sich das Schwert mit dem Griff nach vorne, zwischen Arm und Oberkörper befindet. Beim Reiten auf Kamelen hängt das Schwert am Sattel.

## Geschichte

### Ursprung
Der Ursprung der Kaskaras liegt im Dunkel der Geschichte. Wegen ihres kreuzförmigen Gefäßes ähneln die Kaskaras europäischen Schwertern. Im 19. Jahrhundert haben Afrikaforscher, wie Samuel White Baker, diese Entsprechung mit dem Einfluss der Kreuzfahrer begründet. Die Kreuzfahrer waren in Ägypten aktiv, und 1183 zog Renaud de Châtillon mit seiner Armee plündernd die Küste des Roten Meers bis zum nubischen Aidhab hinab. Für die Verwendung europäischer Schwerter außerhalb Ägyptens gibt es keine Beweise.
Wahrscheinlicher ist die Annahme, dass das Kaskara von den frühen arabischen Schwertern abstammt. Diese wiesen ebenfalls gerade Klingen auf. Die typisch gekrümmte Form entstand erst im 15. Jahrhundert. In der Mitte des 8. Jahrhunderts, während der Islamischen Expansion, durchquerten arabische Stämme die Sahara und haben möglicherweise die sudanesischen Schmiede beeinflusst. Eine weitere Annahme besagt, dass die Schwerter von den ersten sudanesischen Pilgern gebracht wurden, als sie auf ihrer Rückreise aus Mekka waren.
Ab dem 15. Jahrhundert kamen europäische Klingen über die Häfen des Mittelmeers oder des Atlantiks nach Afrika. Zuerst errichteten die Portugiesen Handelsposten in Mauretanien. Wahrscheinlich wurden die europäischen Klingen erst ab dem 16. Jahrhundert zum Bau der Kaskaras verwendet. Zu dieser Zeit nahm der Import der Klingen aus Spanien, Italien und Deutschland deutlich zu. In Handel- und Handwerkerzentren, wie al-Faschir im Sudan, wurden Gefäße und Scheiden produziert. Dort bekamen die Klingen ihre Verzierungen. Lokale Klingen wurden teilweise mit gefälschten europäischen Beschlagmarken geschmiedet. Eine genaue zeitliche Einordnung ist schwierig. Die Mehrzahl der ältesten erhaltenen Kaskaras stammt aus dem 19. Jahrhundert; einzelne Exemplare haben ältere Klingen.

### Mahdi-Aufstand
Während des Mahdi-Aufstands (1881–1899) war das Schwert ein wichtiges Symbol für die Anhänger des Muhammad Ahmad. Die Ansar mieden moderne Feuerwaffen und nutzten Schwert und Lanze in der Tradition des Propheten Mohammed. Erbeutete Feuerwaffen gaben sie an die nicht-arabischen Jihadiyya weiter. Mahdi-Kommandeure wie Osman Digna förderten im 19. Jahrhundert die einheimische Produktion der Klingen. Da diese vereinzelt im Kampf brachen, wurden gerne die erbeuteten türkischen, ägyptischen und englischen Waffen benutzt. Da die Mahdi-Kämpfer die Schwächen ihrer einheimischen Klingen kannten, trugen sie eine kürzere Zweitwaffe bei sich, beispielsweise ein Kurzschwert.
Die Kämpfe der Mahdisten und der Äthiopier in der Schlacht von Gallabat (1889) waren die letzten, bei denen auf beiden Seiten Schwerter als Primärwaffen eingesetzt wurden. Spätestens in der Schlacht von Omdurman (1898) ging die militärische Bedeutung des Kaskara verloren. In diesem Kampf war die anglo-ägyptische Armee mit Maschinengewehren ausgerüstet, sodass sie die Mahdisten vernichtend schlugen.

### 20. und 21. Jahrhundert
Obwohl das Kaskara seinen militärischen Nutzen einbüßte, blieb es In der arabisch-sudanesischen Kultur tief verankert und wird nach wie vor auf traditionelle Weise hergestellt. Wie in der vorindustriellen Epoche geschieht dies nach Augenmaß. Die einheimischen Handwerker befriedigen die lokale Nachfrage, auch die von Touristen. Vereinzelt nutzen die sudanesische Schmiede ihre Kunstfertigkeit auch, um europäische Schwerter aus dem 17. Jahrhundert nachzuahmen.
In den ländlichen Gebieten Darfurs gehört das Kaskara noch zur traditionellen Tracht der Männer; im Osten des Sudan trugen es die Bedscha bis zum Ende des 20. Jahrhunderts. In der heutigen Zeit werden die Schwerter gelegentlich bei Hochzeitszeremonien verwendet, zum Beispiel wenn der Vater des Bräutigams seinem Sohn ein Schwert schenkt. Auch Schwerttänze,  die stilisierte Kampffertigkeiten zeigen, sind noch zu sehen. In den Städten wird diese Tradition nur selten gepflegt.

## Verwandte Waffen
In Teilen von Nord- und Westafrika, westlich des Verbreitungsgebiets des Kaskaras, kommt ein eng verwandtes Schwert der Tuareg und anderer Ethnien vor, das Takouba. Beide Schwerter weisen eine gerade Klinge mit kreuzförmigem Gefäß auf. Das Takouba unterscheidet sich in der Klinge, die ab dem Gefäß zur Spitze hin verjüngt wird, in der deutlich dickeren Parierstange, in der Trageweise an der Hüfte sowie durch die fehlende Weitung der Scheide. Das Merkmal der geweiteten Scheide hat das Kaskara auch mit dem Mandinka-Schwert aus Westafrika gemeinsam.